# Верхний Мывал
Верхний Мывал — опустевшее село в Сосновоборского района Пензенской области. Входит в состав Вачелайского сельсовета.

## География
Находится в восточной части Пензенской области на расстоянии приблизительно 17 км на север-северо-запад по прямой от районного центра посёлка Сосновоборск.

## История
Заселена между 1718 и 1748 годами выходцами из села Нижний Мывал. Упоминается в 1748 году, в ней было 95 душ ясачной мордвы (мокша). Названа по речке Мывал и по расположению на ней относительно Нижнего Мывала. В 1910 году 158 дворов, 2 лавки. В 1955 году — бригада колхоза имени Хрущёва. В 2004 году — 14 хозяйств, 24 жителя.

## Население
| 1748 | 1864 | 1877 | 1911  | 1926 | 1930 | 1939 |
| ---- | ---- | ---- | ----- | ---- | ---- | ---- |
| 190  | ↗451 | ↗664 | ↗1027 | ↘884 | ↗985 | ↘424 |
| 1959 | 1979 | 1989 | 1996  | 2002 | 2010 |      |
| ↗499 | ↘254 | ↘95  | ↘63   | ↘38  | ↘0   |      |